# Phyllomys dasythrix
Espèce
Statut de conservation UICN

 LC  : Préoccupation mineure
Phyllomys dasythrix est une espèce de rongeurs de la famille des Echimyidae. Ce petit mammifère est un rat épineux arboricole. Endémique du Brésil, on ne le rencontre que dans des forêts situées uniquement au sud du pays.
Cette espèce a été décrite pour la première fois en 1872 par le zoologiste allemand Reinhold Friedrich Hensel (1826-1881).
Synonyme : Echimys dasythrix (Hensel, 1872)